# Tavor (hardware)
Tavor è il nome in codice di un progetto presentato da Intel ad aprile 2006 per una nuova piattaforma per cellulari.
Si sarebbe dovuto trattare di una soluzione che avrebbe compreso un processore per cellulari (XScale PXA900) e un processore separato (XScale PXA270 con core Bulverde), uniti in un singolo chip.
Grazie al design in un unico circuito integrato e alla transizione al processo produttivo a 65 nm, l'hardware principale all'interno dei telefonini sarebbe quindi stato ridotto di un terzo e i costi di produzione avrebbero visto, nelle intenzioni di Intel, una riduzione sostanziale. Le fonti indicavano che una soluzione basata su Tavor sarebbe costata all'incirca 40 $, con processore, memoria flash, chip RF e un'unità di alimentazione inclusi.
Tavor non si sarebbe comunque rivolto alla fascia più bassa dei telefoni cellulari, ma era pensato per entrare nei mercati dei telefonini CDMA mainstream o 3G WCDMA. Intel infatti non sembrava intenzionata ad offrire Tavor per i dispositivi GSM.

## L'abbandono dell'intero progetto XScale
Il 5 giugno 2006 Intel ha dichiarato, per voce del CTO (Chief Technology Officer) Pat Gelsinger, di aver interrotto lo sviluppo di tutti i progetti appartenenti alla famiglia XScale per aderire alla recente politica di ristrutturazione interna dell'azienda, mirante al taglio degli investimenti nei settori meno redditizi. Malgrado la validità del progetto infatti, Intel non è mai riuscita a "sfondare" anche in questo settore tuttora dominato dalle soluzioni di Texas Instruments, forse anche a causa della incompatibilità con il mondo x86.